# Barbara Shelley
Barbara Shelley (Londra, 13 febbraio 1932 – Londra, 4 gennaio 2021) è stata un'attrice inglese.

## Biografia

### Giovinezza
Barbara Shelley nacque a Londra il 13 febbraio 1932. I suoi genitori erano May (nata Hayes) e Robert Kowin. Sua sorella maggiore, Jo, emigrò in Canada per diventare scrittrice e produttrice per la CBC Television. La Shelley frequentò un convento ad Harlesden, a nord di Londra, dove si esibì in produzioni di Gilbert e Sullivan e recite scolastiche, oltre a partecipare a festival locali di teatro giovanile cattolico.

### Carriera
Inizialmente timida sul palco, su suggerimento del suo insegnante di recitazione nel 1951 iniziò a fare la modella per acquisire sicurezza in se stessa, il che la portò a ricevere un'offerta per il ruolo minore della commentatrice di una sfilata di moda nel film Mantrap (1953) della Hammer Film Productions, dove fu accreditata con il suo nome di nascita, Barbara Kowin.
Lo stesso anno, andò in vacanza a Roma dove incontrò l'attore italiano Walter Chiari, che riconobbe il suo talento e le suggerì di cambiare il suo nome in quello del suo poeta preferito, Shelley. Sebbene avesse programmato un solo mese di vacanza, l'attrice visse a Roma per quattro anni e apparve in nove film italiani, recitando in italiano, tra cui due pellicole con Totò: Destinazione Piovarolo (1955) e Totò, Peppino e i fuorilegge (1956), nel quale interpretò una falsa baronessa polacca.
Lavorò intensamente dalla seconda metà degli anni cinquanta alla fine degli anni sessanta, diventando la star femminile di punta della Hammer Film Productions grazie a film quali Il villaggio dei dannati (1960), Lo sguardo che uccide (1964), Dracula, principe delle tenebre (1966) e L'astronave degli esseri perduti (1967). Negli anni successivi partecipò ad alcune serie televisive per poi ritirarsi dalle scene.

### Morte
Nel dicembre 2020 la Shelley si fece ricoverare in ospedale per un check-up e lì contrasse il COVID-19 durante la pandemia di COVID-19 in Inghilterra.  Morì il 4 gennaio 2021, all'età di 88 anni. Come dichiarò il suo agente, Thomas Bowington,  non fu il COVID-19 a determinare la causa del decesso, bensì altre patologie sottostanti.  

## Filmografia parziale

### Cinema
- Ballata tragica, regia di Luigi Capuano (1955)
- Lacrime di sposa, regia di Sante Chimirri (1955)
- Luna nova, regia di Luigi Capuano (1955)
- Motivo in maschera, regia di Stefano Canzio (1955)
- I quattro del getto tonante, regia di Fernando Cerchio (1955)
- Destinazione Piovarolo, regia di Domenico Paolella (1956)
- Mio figlio Nerone, regia di Steno (1956)
- Suprema confessione, regia di Sergio Corbucci (1956)
- Totò, Peppino e i fuorilegge, regia di Camillo Mastrocinque (1956)
- Psycus (Cat Girl), regia di Alfred Shaughnessy (1957)
- Il sangue del vampiro (Blood of the Vampire), regia di Henry Cass (1958)
- L'isola dei disperati (The Camp on Blood Island), regia di Val Guest (1958)
- Il villaggio dei dannati (Village of the Damned), regia di Wolf Rilla (1960)
- La storia di David (A Story of David), regia di Bob McNaught (1960)
- L'ombra del gatto (The Shadow of the Cat), regia di John Gilling (1961)
- Il postino suona sempre... 10 volte (Postman's Knock), regia di Robert Lynn (1962)
- Stranglehold, regia di Lawrence Huntington (1963)
- I prigionieri dell'isola insanguinata (The Secret of Blood Island), regia di Quentin Lawrence (1964)
- Lo sguardo che uccide (The Gorgon), regia di Terence Fisher (1964)
- Dracula, principe delle tenebre (Dracula: Prince of Darkness), regia di Terence Fisher (1966)
- Rasputin: il monaco folle (Rasputin: the Mad Monk), regia di Don Sharp (1966)
- L'astronave degli esseri perduti (Quatermass and the Pit), regia di Roy Ward Baker (1967)

### Televisione
- Il Santo (The Saint) – serie TV, episodio 1x04 (1962)
- I gialli di Edgar Wallace (The Edgar Wallace Mystery Theatre) – serie TV, episodio 3x06 (1962)
- The Wackiest Ship in the Army – serie TV, episodi 1x11-1x21 (1965-1966)
- Agente segreto (Man in a Suitcase) – serie TV, episodio 1x10 (1967)
- Dixon of Dock Green – serie TV, episodio 20x10 (1974)

## Doppiatrici italiane
- Rosetta Calavetta in L'ombra del gatto, Psycus, Il sangue del vampiro, Lo sguardo che uccide, Dracula principe delle tenebre
- Dhia Cristiani in Ballata tragica, Il villaggio dei dannati, L'astronave degli esseri perduti
- Lydia Simoneschi in Lacrime di sposa, Totò, Peppino e i fuorilegge
- Rita Savagnone in Rasputin: il monaco folle